# آلساندرو کیوکتی
آلساندرو کیوکِتی (انگلیسی: Alessandro Chiocchetti؛ تلفظ در ایتالیایی: [alesˈsandro kjokˈketti]؛ زادهٔ ۴ نوامبر ۱۹۶۸) سیاستمدار اهل ایتالیا است. او از اول ژانویهٔ ۲۰۲۳ تا کنون دبیرکل پارلمان اروپا است.